# Bergvlamjuffers
De bergvlamjuffers (Amphipterygidae) zijn een familie van juffers (Zygoptera), een van de drie suborden van de libellen (Odonata). De familie telt 4 beschreven geslachten en 12 soorten. 

## Taxonomie
De familie kent de volgende geslachten:
- Amphipteryx Selys, 1853
- Devadatta Kirby, 1890
- Pentaphlebia Förster, 1909
- Rimanella Needham, 1934

Diverse auteurs hebben betoogd dat deze familie parafyletisch is. Recent moleculair onderzoek suggereert dat vermoedelijk elk van de vier geslachten als aparte familie moet worden gezien.